# Wikelman Carmona
Pour les articles homonymes, voir Carmona.
Wikelman Carmona, né le 24 février 2003 à Valle de la Pascua au Venezuela, est un footballeur vénézuélien qui évolue au poste de milieu offensif aux Red Bulls de New York.

## Biographie

### En club
Né dans l'état de Guárico au Venezuela, Wikelman Carmona est formé par l'académie Dynamo FC Margarita. Le 25 janvier 2021, il rejoint les États-Unis afin de signer en faveur des Red Bulls de New York.
Il joue son premier match avec l'équipe première des Red Bulls de New York, le 18 avril 2021, face au Sporting de Kansas City, en MLS. Il entre en jeu à la place de Cristian Cásseres Jr. et son équipe est battue par deux buts à un.
Il marque son premier but en équipe première le 1er août 2021 contre le Revolution de la Nouvelle-Angleterre, en championnat. Titularisé, il ouvre le score après huit minutes de jeu, mais son équipe est battue par trois buts à deux.
Le 24 juillet 2024, Carmona prolonge avec les Red Bulls, étant désormais lié au club jusqu'en décembre 2027, avec une année supplémentaire en option.

### En sélection
Wikelman Carmona représente l'équipe du Venezuela des moins de 20 ans, jouant au total sept matchs avec cette sélection entre 2022 et 2023.